# Altachen
Die Altachen ist ein etwa 9 Kilometer langer Bach in den Schweizer Kantonen Aargau und Luzern. Sie entspringt im Gebiet von Reiden und verläuft in nördlicher Richtung durch die Gemeinde Brittnau, bevor sie in Zofingen in die Wigger mündet.

## Name
Der Name «Altachen» setzt sich aus Alt (alt, lange bestehend) und Achen (Wasserlauf) zusammen. Auf der Siegfriedkarte von 1888 sind entlang des Bachs zahlreiche Industriebetriebe wie Mühlen, Fabriken und eine Bleiche verzeichnet.

## Geographie

### Verlauf
Die Altachen (Altike im Kanton Luzern) entspringt im Gebiet von Reiden und verläuft auf der rechten Seite der Wigger in nördlicher Richtung. Zwischen Brittnau und Wikon bildet der Bach über rund 2,5 km die Kantonsgrenze. In Zofingen mündet die Altachen als rechter Zufluss von Osten in die Wigger.

### Einzugsgebiet
Das 19,63 km² grosse Einzugsgebiet der Altachen liegt im Schweizer Mittelland und wird durch sie über die Wigger, die Aare und den Rhein zur Nordsee entwässert.
Es besteht zu 40,0 % aus bestockter Fläche, zu 39,9 % aus Landwirtschaftsfläche, zu 19,5 % aus Siedlungsfläche und zu 0,6 % aus unproduktiven Flächen.
Die Flächenverteilung
Die mittlere Höhe des Einzugsgebietes beträgt 524 m ü. M.

### Zuflüsse
Sagibach  (Dorfbach) 3,9 km, 2,56 km²
- Wolfgrabe[10] (links), 1,1 km, 0,72 km²
- Reidermoosbach[11] (Reidbach[12]) (rechts), 3,1 km, 2,83 km²

Altike
- Mülikanal[13] (links)
- Naglerbach[14] (rechte Abzweigung)

Altachen
- Naglerbach[16] (Rücklauf rechts), 2,5 km[9]
- Mühletych[17]  (linke Abzweigung)
- Riedtalbach[18] (rechts), 3,4 km, 3,52 km²
- Mühletych[19]  (Rücklauf links). 0,9 km[9]

## Hydrologie
Bei der Mündung der Altachen in die Wigger beträgt ihre modellierte mittlere Abflussmenge (MQ) 370 l/s. Ihr Abflussregimetyp ist pluvial inférieur, und ihre Abflussvariabilität beträgt 25.